# Тарек Ель-Саєд
Тарек Ель-Саєд (араб. طارق السيد‎, нар. 9 жовтня 1978, Каїр) — єгипетський футболіст, що грав на позиції захисника, зокрема за«Замалек», а також національну збірну Єгипту, у складі якої — дворазовий володар Кубка африканських націй. 

## Клубна кар'єра
У дорослому футболі дебютував 1997 року виступами за команду «Замалек», в якій провів одинадцять сезонів, взявши участь у 207 матчах чемпіонату. За ці роки тричі вигравав футбольну першість Єгипту, а 2002 року ставав переможцем Ліги чемпіонів КАФ. 
Згодом протягом 2008—2009 років захищав кольори клубу «Ітесалат», після чого завершував ігрову кар'єру в «Терсані», за яку виступав до 2010 року.

## Виступи за збірну
2002 року дебютував в офіційних матчах у складі національної збірної Єгипту.
У складі збірної був учасником Кубка африканських націй 2002 року у Гані та Нігерії, Кубка африканських націй 2004 року у Тунісі. За два роки взяв участь у трьох іграх домашнього для єгиптян Кубка африканських націй 2006, де вони стали континентальним чемпіонами. Ще за два роки Єгипет захистив чемпіонський титул на Кубку африканських націй 2008 в Гані. Тарек Ель-Саєд був у складі й тієї команди, проте на поле вже не виходив.
Загалом протягом кар'єри у національній команді, яка тривала 7 років, провів у її формі 49 матчів, забивши 4 голи.

## Кар'єра тренера
У 2014–2015 роках був асистентом головного тренера в рідному «Замалеку».

## Титули і досягнення
- Чемпіон Єгипту (3):

«Замалек»: 2000-01, 2002-03, 2003-04
- Володар Кубка Єгипту (3):

«Замалек»: 1999-00, 2000-01, 2007-08
- Переможець Ліги чемпіонів КАФ (1):

«Замалек»: 2002
- Володар Суперкубка КАФ (1):

«Замалек»: 2002
- Володар Кубка африканських націй (2):

2006, 2008